# Andrew Marton
 (décembre 2020).
Si vous disposez d'ouvrages ou d'articles de référence ou si vous connaissez des sites web de qualité traitant du thème abordé ici, merci de compléter l'article en donnant les références utiles à sa vérifiabilité et en les liant à la section « Notes et références ».
Andrew Marton est un réalisateur hongrois, naturalisé américain, né à Budapest le 27 janvier 1904 et mort d'un cancer, ou d'une pneumonie, le 7 janvier 1992 à Santa Monica en Californie.

## Biographie
Surnommé «Bandi» ou «Andy», sa présence à certains génériques est indiquée avec «Endre» pour prénom qui n'est que l'équivalent hongrois d'«Andrew» en anglais.
Après avoir terminé ses études secondaires en 1922, il fut pris par Alfréd Deésy pour travailler à Sascha-Film en tant qu'assistant de rédaction. Là il attira l'attention d'Ernst Lubitsch qui le convainquit d'aller tenter sa chance à Hollywood où il arriva en 1923. Cette expérience le marqua profondément. De retour en Europe en 1927 il fut engagé comme rédacteur en chef à la société Tobis à Berlin puis comme assistant réalisateur à Vita-Film (en) à Vienne où il fut l'assistant de Max Linder pour deux films muets. En 1929 il réalisa en Grande-Bretagne Deux heures du matin et en 1934 il rejoignit dans le Tibet une expédition scientifique internationale financée par le Reich à des fins de propagande où participaient le célèbre alpiniste Günter Dyhrenfurth et des chercheurs de l'université de Zurich. Le résultat en fut son film Le Démon de l'Himalaya aux images fabuleuses dont il fit une nouvelle version en 1952 avec pour titre Tempête sur le Tibet. L'année suivante il revint en Hongrie où il tourna un seul film Elnökkisasszony dont le titre anglais est Miss President. Après avoir réalisé quelques films médiocres en Allemagne au cours des années 1930, il quitta ce pays en 1933 avec l'arrivée au pouvoir d'Hitler, fit la navette entre la Suisse, la Hongrie et l'Angleterre où de 1936 à 1939 il travailla avec Alexandre Korda à Londres. Avec le déclenchement de la seconde guerre mondiale il émigra aux États-Unis où il coréalisa plusieurs films dont les titres sont écrits dans la liste «assistant-réalisateur». En 1941, il épousa Lacerta avec laquelle il eut une fille, Tonda Marton-Bayer demi-sœur de deux belles-filles, Melinda Benedek et Barbara Benedek.
Pendant une dizaine d'années il travailla surtout pour la MGM qui lui permit de réaliser en 1950 son premier grand film, Les Mines du roi Salomon; ce fut, aussi grâce à ce film, que Ralph E. Winters et Conrad Nervig remportèrent en 1950 l'Oscar du meilleur montage.
En 1954, il fonda sa propre société de production avec Iván Törzs, Louis Meyer et László Benedek où il travailla jusqu'à la mi-1970.
C’est cependant comme coréalisateur qu’il s’illustra le plus. Il tourna une bonne partie des films L'Adieu aux armes (1957), avec une impressionnante bataille dans les Alpes italiennes, et Cléopâtre (1963) où il dirigea la reconstitution d'une contre-attaque avec une tortue lors de l'épisode où César veut dégager la porte de la Lune. C’est aussi lui qui tourna la spectaculaire course de chars dans Ben-Hur en 1959 distinguée en 1960 par un Golden Globe, prix spécial pour sa réalisation. En 1963, la poursuite que l'on voit dans La Chute de l'empire romain entre Commode et Livius est très dynamique tout comme l'attaque d'un bivouac par des loups dans Au pays de la peur. Selon l'article du 7 avril 1991 ayant pour titre Phantom directors du Los Angeles Times, c'est lui qui organisa le rassemblement de bateaux pour l'évacuation de Dunkerque dans Madame Miniver. On retrouve sa participation au tournage de scènes spectaculaires dans La Femme aux deux visages avec les séquences de ski, dans L'Émeraude tragique avec une explosion de montagne et dans Le Jour où la terre s'entrouvrira où l'on assiste à l'ouverture d'une gigantesque crevasse. Il fut utilisé en 1962 par Darryl F. Zanuck pour tourner les extérieurs des épisodes américains du Jour le plus long.
Une série d'entretiens menée par Joanne d'Antonio a été publiée peu de temps après son décès en 1992.

## Filmographie

### Comme réalisateur

#### Cinéma
- 1929 : Deux heures du matin
- 1931 : Nuit sans ennui (Die Nacht ohne Pause) avec Franz Wenzler
- 1932 : Jonny stiehlt Europa avec Harry Piel
- 1934 : Nordpol - Ahoi!
- 1935 : Le Démon de l'Himalaya
- 1935 : Miss President signé «Endre Marton»
- 1936 : Paris gangsters
- 1936 : Le Secret de Stamboul
- 1937 : School for Husbands
- 1940 : Vive le bonheur ! (A Little Bit of Heaven)
- 1944 : Gentle Annie
- 1946 : L'Étoile blanche (Gallant Bess)
- 1950 : Un petit coin de paradis
- 1950 : Les Mines du roi Salomon avec Compton Bennett
- 1952 : Au pays de la peur
- 1952 : Tempête sur le Tibet
- 1952 : Le diable fait le troisième (The Devil Makes Three)
- 1954 : Prisonnier de guerre (en)
- 1954 : L'Escadrille panthère
- 1954 : Le Poulain noir
- 1955 : L'Émeraude tragique
- 1956 : Les Sept Merveilles du monde documentaire avec Tay Garnett, Paul Mantz, Ted Tetzlaff et Walter Thompson
- 1958 : Le Guerrier sous-marin
- 1961 : L'Épée de l'Islam avec Enrico Bomba
- 1962 : C'est arrivé à Athènes (It Happened in Athens)
- 1962 : Le Jour le plus long co-réallisé avec Ken Annakin, Bernhard Wicki, Darryl F. Zanuck et Gerd Oswald
- 1963 : Les 55 Jours de Pékin, commencé par Nicholas Ray il termina le film avec Noël Howard et Guy Green
- 1964 : L'attaque dura sept jours
- 1965 : Quand la Terre s'entrouvrira
- 1966 : Le Tour du monde sous les mers
- 1966 : Birds Do It
- 1967 : Cow-boys dans la brousse
- 1968 : Pour la conquête de Rome I avec Robert Siodmak et Sergiu Nicolaescu
- 1969 : Pour la conquête de Rome II avec Robert Siodmak et Sergiu Nicolaescu

#### Télévision
- 1957 : Maurice Chevalier à Paris
- 1958 : Remous, (3 épisodes : Mark of the Octopus ; Killer Whale ; Sous-marin Midget)
- 1960 : The Man and the Challenge, (5 épisodes : Daredevils ; Shooter McLaine ; Alerte précoce ; Breakoff ; Highway to Danger)
- 1960 : The Aquanauts, (1 épisode : Rendez-vous: 22 Fathoms)
- 1965 : Flipper le dauphin, (5 épisodes : Flipper et l'éléphant: Partie 1 ; Flipper et l'éléphant: Partie 2 ; Flipper et l'éléphant: Partie 3 ; L'amerrissage forcé: Partie 1 ;  L'amerrissage forcé: Partie 2)
- 1966 : Daktari, (5 épisodes : Le retour du tueur. Part 2 ; La prise d'otages ; Mur de flammes: Partie 1 ; Mur de flammes: Partie 2 ; Judy et les trafiquants d'armes)
- 1967 : Cowboy in Africa (en), (4 épisodes : Le Nouveau Monde ; Kifaru! Kifaru! ; Safari âge de pierre ; Le temps du prédateur)

### Comme réalisateur 2eéquipe
- 1956 : La Croisée des destins réalisé par George Cukor

### Comme assistant-réalisateur
- 1931 : Ausflug ins Leben réalisé par Rudolph Bernauer
- 1941 : La Femme aux deux visages réalisé par George Cukor
- 1942 : Madame Miniver réalisé par William Wyler
- 1944 : Chant de la Russie réalisé par Gregory Ratoff et Laslo Benedek
- 1944 : Les Fils du dragon réalisé par Harold S. Bucquet et Jack Conway
- 1944 : La Septième Croix réalisé par Fred Zinnemann
- 1951 : La Charge victorieuse réalisé par John Huston
- 1957 : L'Adieu aux armes, film américain réalisé par Charles Vidor et John Huston
- 1959 : Ben Hur réalisé par William Wyler
- 1961 : L'Épée de l'Islam réalisé par Enrico Bomba
- 1963 : Cléopâtre réalisé par Joseph L. Mankiewicz, Rouben Mamoulian et Darryl F. Zanuck
- 1964 : La Chute de l'Empire romain réalisé par Anthony Mann
- 1968 : Pour la conquête de Rome I réalisé par Robert Siodmak et Sergiu Nicolaescu
- 1969 : Pour la conquête de Rome II réalisé par Robert Siodmak et Sergiu Nicolaescu
- 1970 : De l'or pour les braves réalisé par Brian G. Hutton
- 1970 : Catch 22 réalisé par Mike Nichols
- 1972 : Up the Sandbox réalisé par Irvin Kershner
- 1973 : Chacal réalisé par Fred Zinnemann
- 1977 : Le Message réalisé par Moustapha Akkad

### Monteur
- 1927 : Le Prince étudiant réalisé par Ernst Lubitsch et John M. Stahl
- 1929 : Abîme réalisé par Ernst Lubitsch
- 1930 : Rêve de Vienne réalisé par Géza von Bolváry
- 1930 : Lui et moi réalisé par Harry Piel
- 1931 : Ombres des bas fonds réalisé par Harry Piel
- 1931 : L'amour dispose réalisé par Hans Behrendt
- 1931 : Schatten der Unterwelt réalisé par Harry Piel
- 1931 : Ausflug ins Leben réalisé par Rudolph Bernauer
- 1932 : Ein steinreicher Mann réalisé par Steve Sekely
- 1932 : Fünf von der Jazzband réalisé par Erich Engel
- 1932 : Der Rebell version allemande réalisée par Curtis Bernhardt, Edwin H. Knopf et Luis Trenker
- 1933 : The Rebel version américaine réalisée par Edwin H. Knopf et Luis Trenker
- 1933 : SOS Eisberg version allemande réalisée par Arnold Fanck
- 1933 : SOS Iceberg version américaine réalisée par Tay Garnett
- 1934 : Le Fils prodigue réalisé par Luis Trenker

### Producteur
- 1960 : The Man and the Challenge, producteur associé, 3 épisodes à la télévision 
  - La tempête
  - la pièce aveugle
  - Le compte-gouttes
- 1965 : Flipper le dauphin, 3 épisodes à la télévision
  - Flipper et l'éléphant Partie 1
  - Flipper et l'éléphant Partie 2
  - Flipper et l'éléphant Partie 3
- 1966 : Le Tour du monde sous les mers
- 1967 : Cow-boys dans la brousse

### Technicien du son
- 1930 : Ein Tango für Dich réalisé par Géza von Bolváry
- 1930 : Lui et moi réalisé par Harry Piel
- 1931 : Die lustigen Weiber von Wien réalisé par Géza von Bolváry
- 1931 : Ausflug ins Leben réalisé par Rudolph Bernauer
- 1932 : Jonny stiehlt Europa

### Acteur
- 1985 : Série noire pour une nuit blanche réalisé par John Landis. Un conducteur sur l'autoroute